# مقاطعة يونيون (أوهايو)
مقاطعة يونيون (بالإنجليزية: Union County)‏ هي إحدى مقاطعات ولاية أوهايو في الولايات المتحدة الأمريكية.

## معرض صور

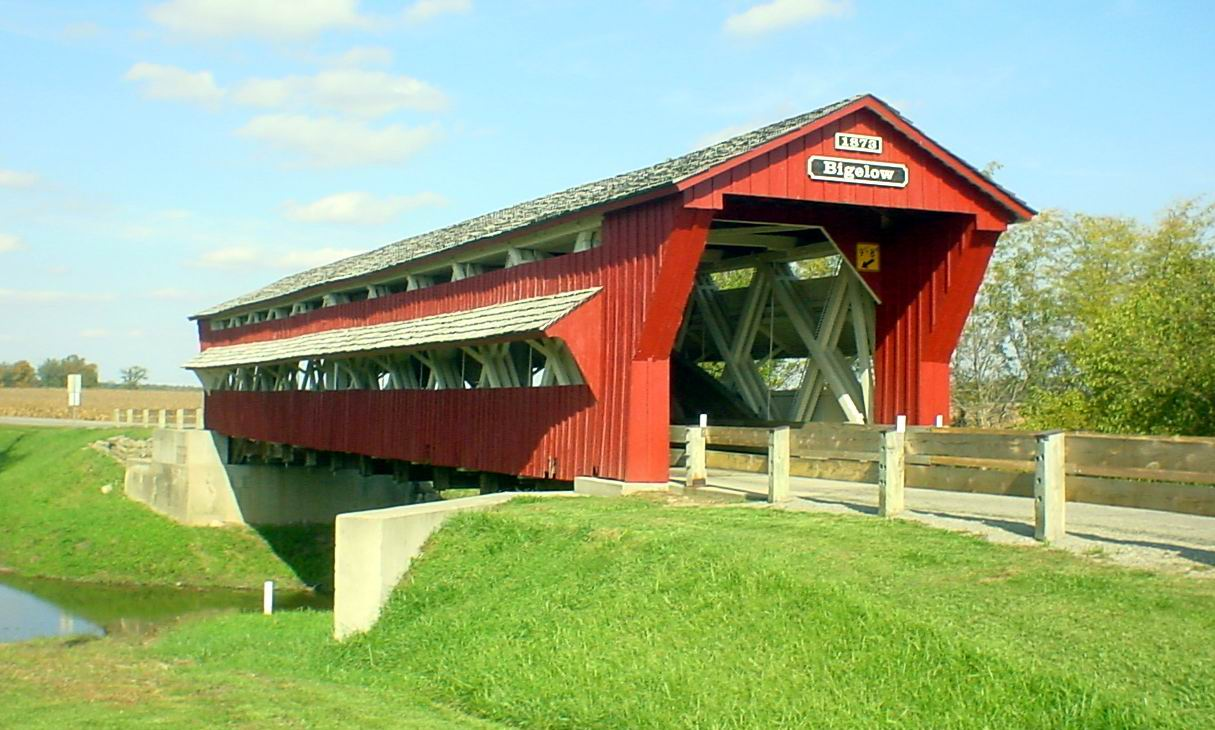
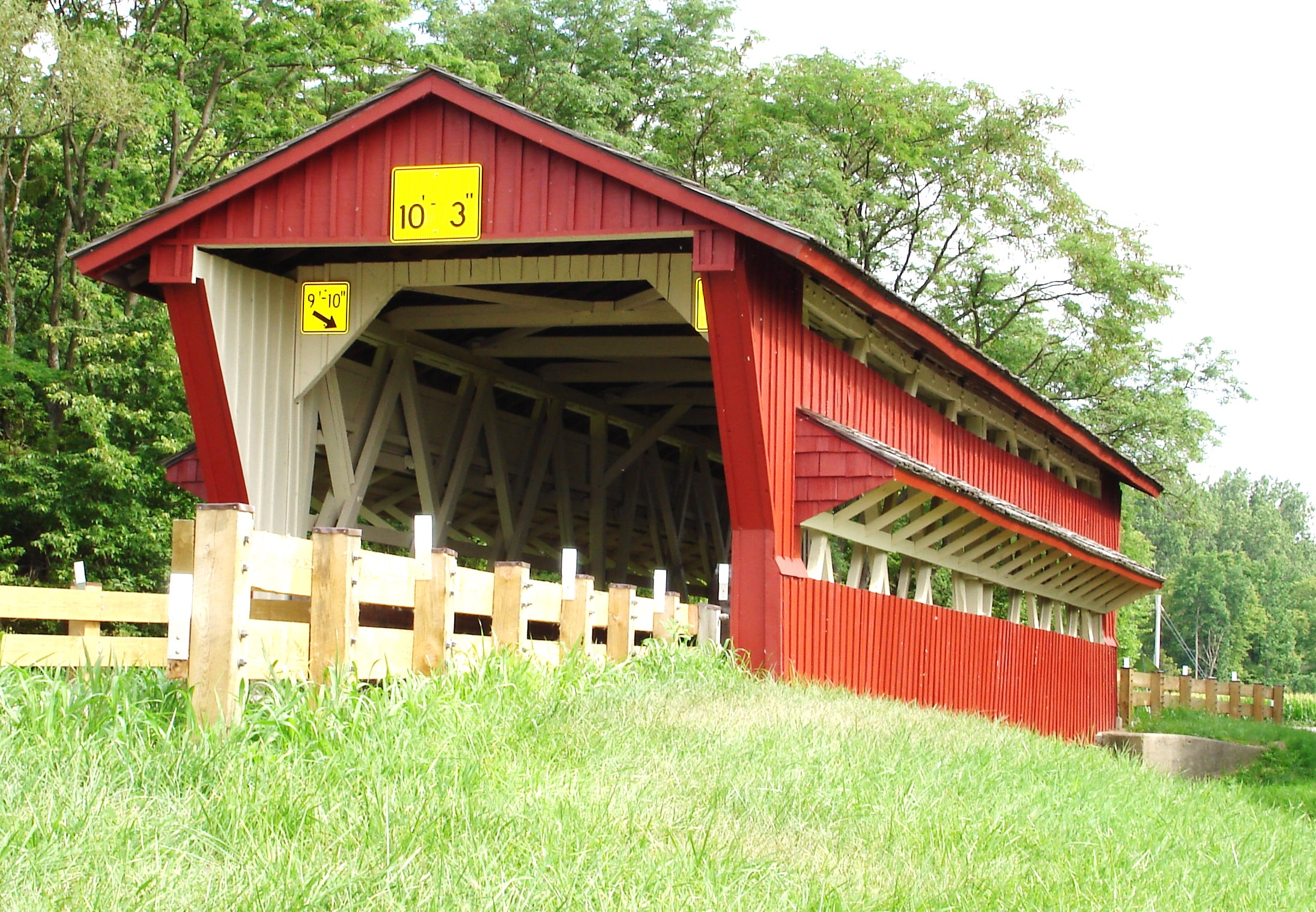
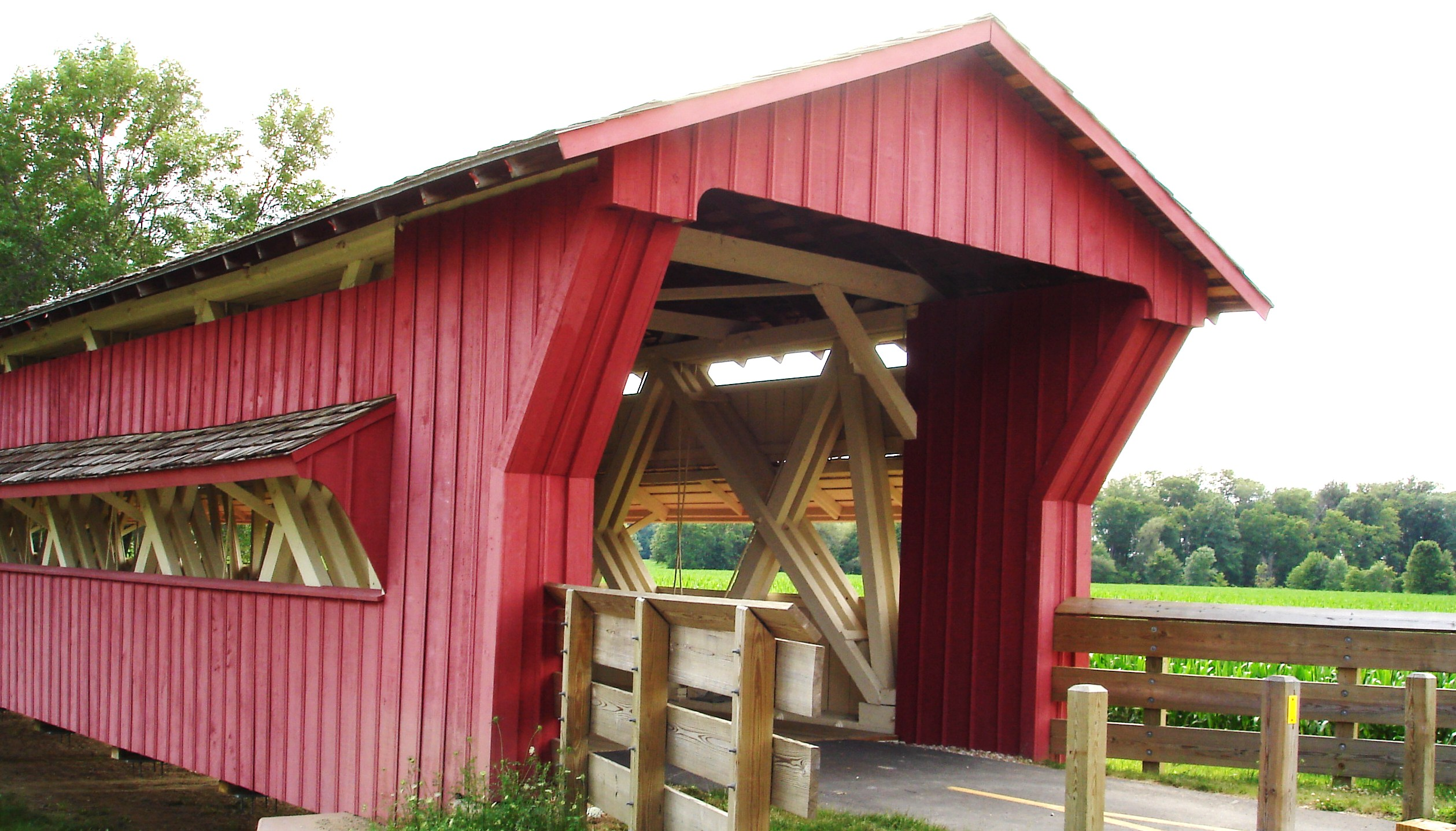
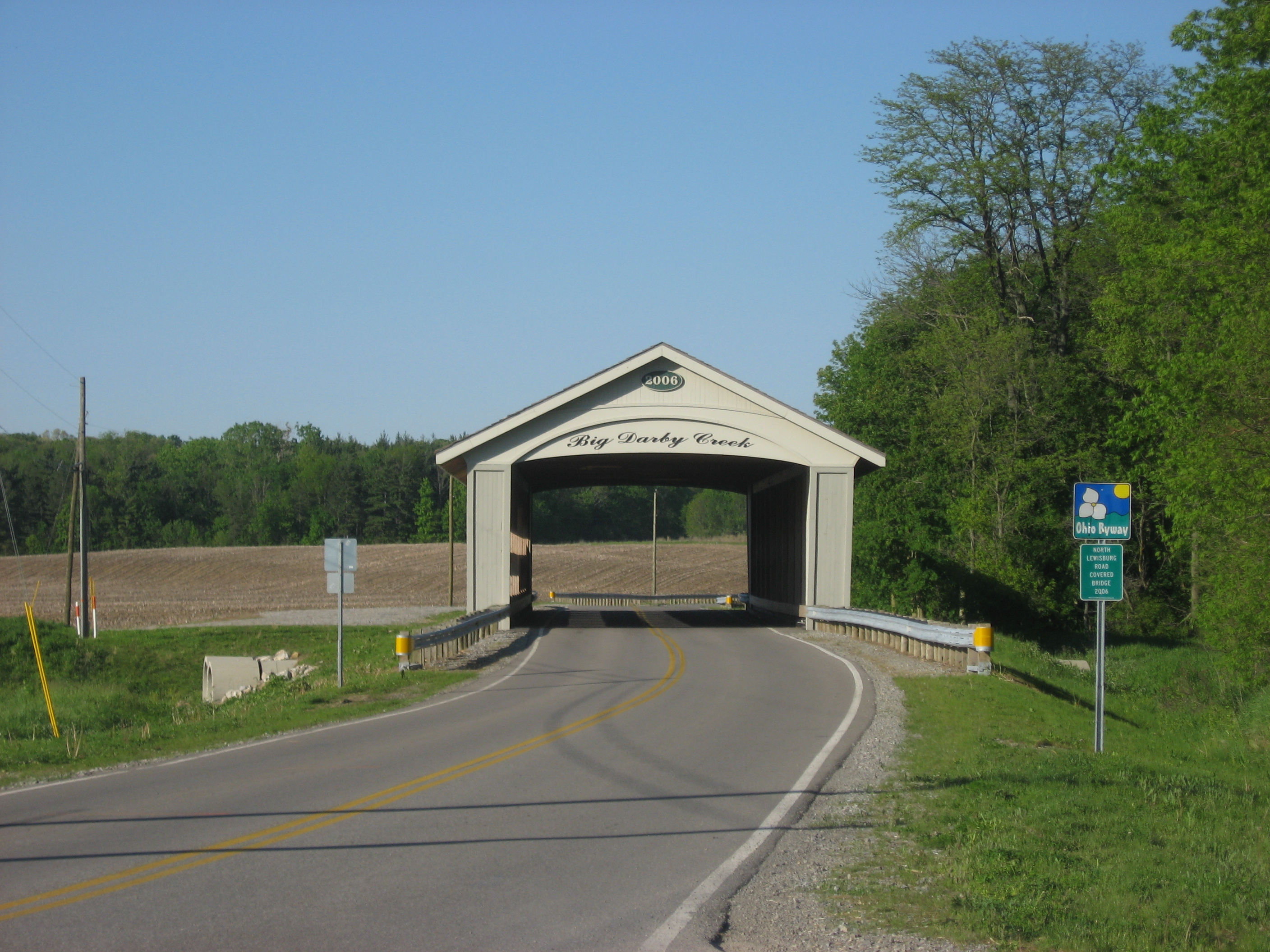

## أعلام
- جيمس والاس روبنسون
- جيمس إي. روبنسون
- جون مارشال هاميلتون